# Zababa
Zababa (geschrieben als: dZA.BA4.BA4) war ein mesopotamischer Kriegsgott  und Stadtgott von Kiš, der auch von den Hethitern verehrt wurde.
Zababa  gehört  zu den von den Hethitern verehrten Kriegsgottheiten. Im Ḫaḫḫima-Mythos schickt der Wettergott Zababa los um die verschwundene Sonnengottheit zu finden, doch lässt der Dämon Ḫaḫḫima den Zababa erstarren. Er wird unter anderem noch unter den Schwurgöttern im Šuppiluliuma-Šattiwazza-Vertrag erwähnt. In seinem Kult wurden Löwengefäße verwendet.
Es gibt mehrere Möglichkeiten, welche hethitische Gottheit sich hinter dem Akkadogramm ZABABA verbirgt. Denkbar sind einerseits die hattischen Kriegsgötter Wurunkatte und Šulinkatte, andererseits der luwische Seuchen- und Kriegsgott Iyarri.
Die berühmteste Persönlichkeit mit dem Gott Zababa als theophorem Namenselement ist der babylonische König Zababa-šuma-iddina. Ansonsten ist auch noch Ur-Zababa bekannt, der sumerische König, dessen Mundschenk Sargon von Akkad war, ehe er selbst König wurde.